# Alphege
Święty Alphege zwany również Elfeg, Godwine lub Ælfhēah (ur. w 954, zm. w 1012) – arcybiskup Canterbury, męczennik, święty Kościoła katolickiego, Wspólnoty anglikańskiej i Cerkwi prawosławnej.

## Życiorys świętego Alphege
- miejsce urodzenia Weston w Somerset
- pobyt w zakonie Deerhurst w hrabstwie Gloucestershire
- funkcja opata w Bath
- godność biskupa w Winchesterze (rok 984)
- godność arcybiskupa Canterbury (rok 1006)
- wojna z Danią, dobrowolne uwięzienie w zamian za ocalenie miasta i odmowa przyjęcia okupu (rok 1011)
- śmierć męczeńska przez ukamienowanie i ścięcie toporem (19 kwietnia roku 1012)

Święty Alphege jest często przedstawiany z toporem rozcinającym jego czaszkę. Odznaczał się pobożnością i ascetycznym sposobem życia. Kanonizowany w roku 1078 przez papieża Grzegorza VII.